# Apostroph
Der Apostroph (von altgriechisch ἀπόστροφος apóstrophos, deutsch ‚abgewandt‘; über spätlateinisch apostrophus ins Deutsche im 17. Jahrhundert, seit dem 18. Jahrhundert ohne lateinische Endung – Aussprache [apoˈstʁoːf], ⓘ – als das Auslassungszeichen [auch das Hochkomma oder der Oberstrich, Mehrzahl: -e]) ist ein Wortzeichen und ein Satzzeichen, das in der deutschen Sprache bestimmte Auslassungen in einem Wort kennzeichnet oder zwingend den Genitiv von Eigennamen verdeutlicht, die im Nominativ bereits auf einen s-Laut (geschrieben: -s, -ß, -z, -x, -ce) enden, wenn sie nicht einen Artikel, ein Possessivpronomen oder dergleichen bei sich haben.

## Geschichte

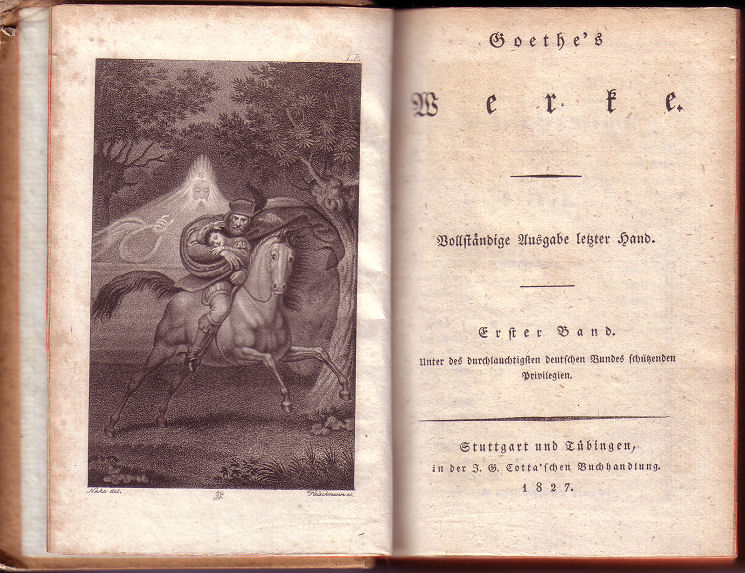
Titelblatt einer Ausgabe der Werke Goethes aus dem Jahr 1827 in damals nicht unüblicher Schreibweise mit Genitiv-Apostroph

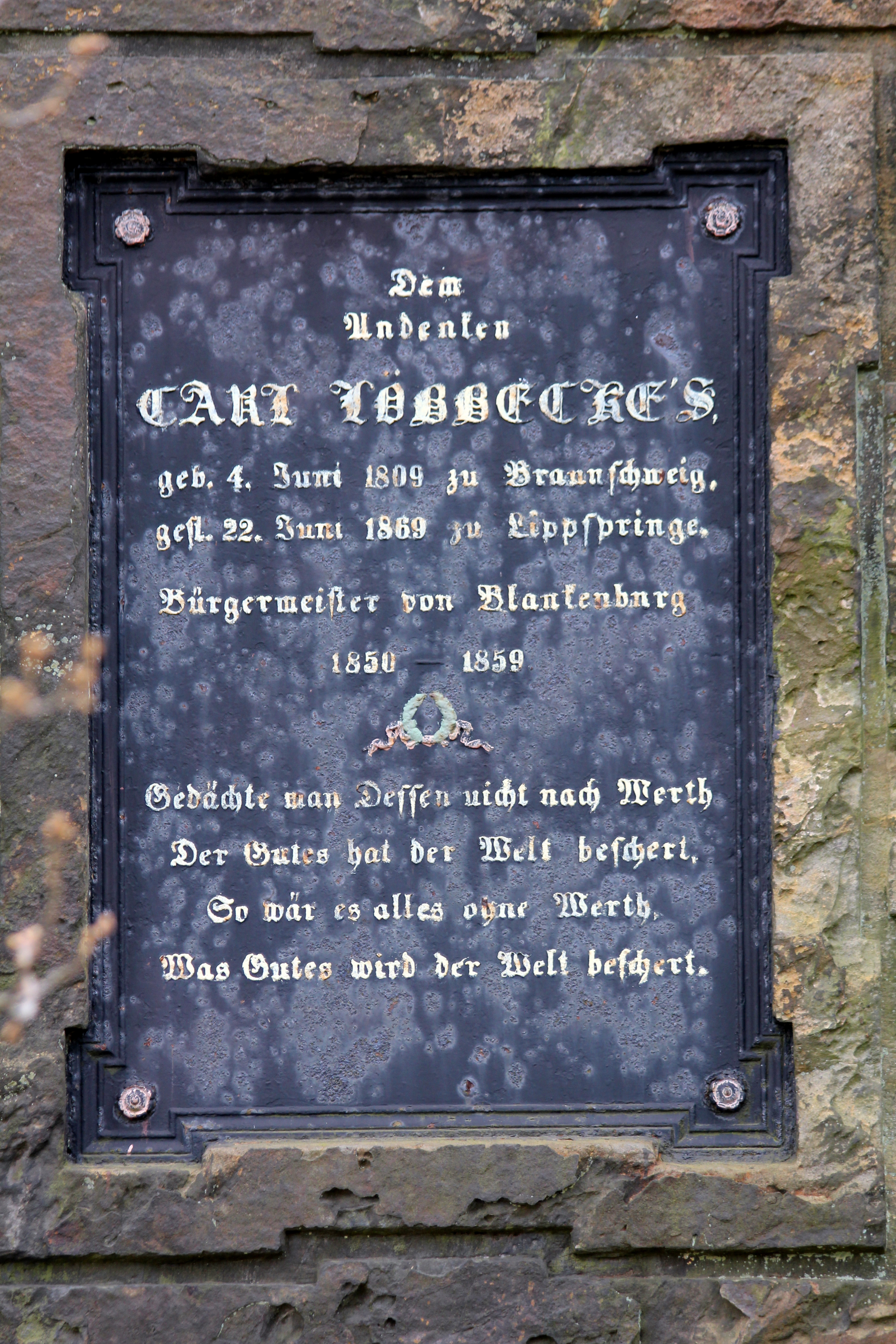
Gedenktafel für den Blankenburger Bürgermeister Carl Löbbecke, mit Genitiv-Apostroph

Bleyle-Reklamebild von 1905

Die Verwendung des Apostrophs, auch als Hinterstrich, Nachstrich, Oberstrich, Oberhäklein, Hochkomma, Auslassungszeichen bezeichnet, geht wahrscheinlich bis ins 16. oder 17. Jahrhundert zurück. Verwendet wurde der Apostroph in seiner Geschichte überwiegend als Auslassungszeichen und zur Markierung des Wortstamms, wie bei Zusammenziehungen oder einem angehängten Genitiv-s.
Mit Johann Christoph Adelung, der den Sprachgebrauch des Deutschen beschrieb und dadurch normativ wirkte, setzte sich gegen Ende des 18. Jahrhunderts der erste deutsche Grammatiker für die Verwendung des Apostrophs bei der Deklination von Eigennamen ein. Auch für einige Fälle von Plural-Apostroph-Verwendungen gab es Beispiele: „die Papa’s, die Uhu’s, die Kadi’s, die Motto’s“. Bis zum Ende des 19. Jahrhunderts war die Genitiv-Apostroph-Verwendung nicht unüblich und wurde auch in Lehrbüchern zur deutschen Sprache abgebildet, so in Johann Christian August Heyses Lehrbuch der deutschen Sprache (1849):

„Außerdem setzt man den Apostroph auch in dem von persönlichen Eigennamen, besonders Geschlechts- oder Familien-Namen, gebildeten Genitiv vor der Endung ’s, so wie in den von solchen Namen abgeleiteten Adjectiven vor der Adjectiv-Endung, um die richtige Form des Namens deutlicher zu bezeichnen. Z. B. Göthe’s Werke[.]“

In dieser Zeit gegründete und traditionsreiche Handelsmarken mit Genitiv-Apostroph sind unter anderem Hoffmann’s Stärkefabriken (gegründet 1850), Beck’s Bier (gegründet 1873) oder Kaiser’s Kaffee Geschäft (gegründet 1880).
Erst gegen Ende des 19. Jahrhunderts, auch mit dem Wandel des Wissenschaftsparadigmas der Sprachforschung von deskriptiver Linguistik zu einer mehr präskriptiven oder normativen Linguistik, setzte sich eine apostrophkritische Position allmählich durch; beispielsweise sprachen sich Jacob Grimm und Konrad Duden gegen den Genitiv-Apostroph aus. So wurde 1893 in der 25. durch Otto Lyon überarbeiteten Auflage des Heyse’schen Lehrbuchs der deutschen Sprache die Verwendung des Genitiv-Apostrophs bei Eigennamen nicht mehr gefordert und nur noch für Namen, die auf „s“ enden, gutgeheißen.

„Ganz verkehrt ist es auch namentlich das Genitiv-S durch Apostroph vom Namen zu trennen.“

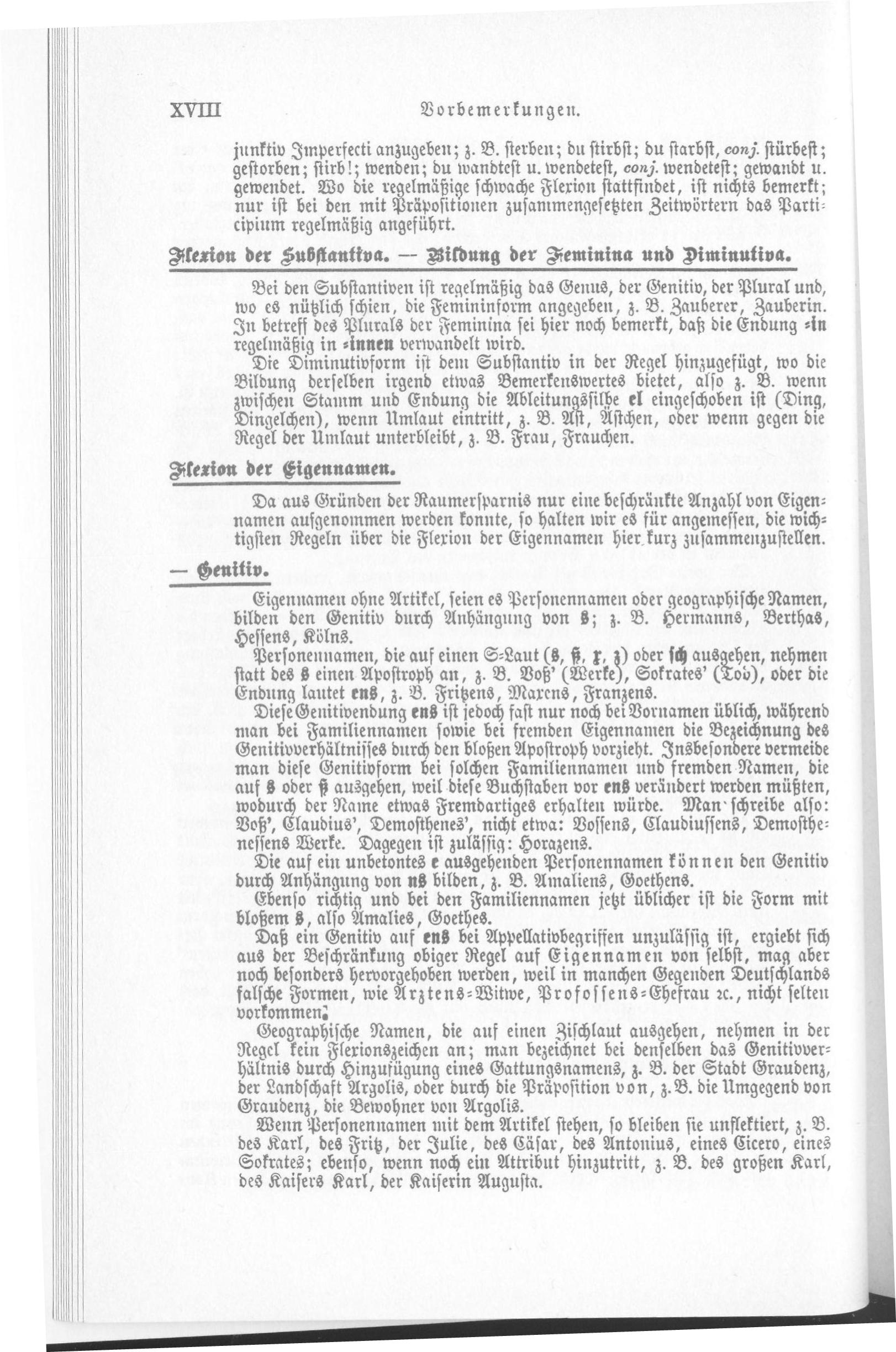
Konrad Duden: Vollständiges Orthographisches Wörterbuch der deutschen Sprache. 1. Auflage. 1880. Nur noch Genitivapostrophe für Wörter, die auf einen /s/-Laut oder „sch“ enden.

Der Duden missbilligte diese Verwendung des Apostrophs zunächst nur: Bei Genitiven sei es „nicht erforderlich“, einen Apostroph zu setzen. In der Ausgabe von 1880 wird der Genitivapostroph nur für Wörter, die auf einen /s/-Laut oder „sch“ enden, empfohlen; daneben wird die Genitivendung auf „-ens“ (wie in Fritzens, Maxens, Franzens) erwähnt. Doch erst in der Reform der deutschen Rechtschreibung von 1901 wurde diese Verwendungsweise eindeutig für regelwidrig erklärt. Fälle des nunmehr fehlerhaften Apostrophgebrauchs sind aber auch noch aus dem 20. Jahrhundert belegt. Wer vor 1901 schreiben gelernt hatte, verwendete häufig weiterhin den Apostroph. So setzte auch Thomas Mann bei Substantiven, die auf Vokal auslauten, regelmäßig den Genitiv-Apostroph: Baron Harry’s, Johnny’s, Erika’s. Auch in den Nietzsche’schen Werken lässt sich eine umfangreiche Nutzung von Genitiv-Apostrophen finden. Noch am 24. Januar 1945 setzten die Aachener Nachrichten in der ersten nach der Befreiung durch die Alliierten erschienenen Ausgabe einer deutschen Zeitung in der Titelschlagzeile „Alliierte Flugzeuge zerschlagen Rundstedt’s Rückzugskolonnen“ einen Genitiv-Apostroph.
Mit der Reform der deutschen Rechtschreibung von 1996 gilt der Apostroph bei Personennamen auch dann wieder als richtig, wenn man mit ihm keine Auslassung kennzeichnet, sondern die Grundform von der Genitivendung -s (oder auch dem Adjektivsuffix -sch) abtrennt und damit verdeutlicht. Die amtliche Regelung der deutschen Rechtschreibung, die wörtlich den „gelegentlichen Gebrauch“ für diesen Zweck gutheißt, führt dazu die Beispiele Carlo’s Taverne und Einstein’sche Relativitätstheorie auf (§ 97 E). Der Duden nennt seit seiner 21. Auflage (1996) Grimm’sche Märchen und Andrea’s Blumenecke als Beispiele. Seit seiner 22. Auflage (2000) nennt er zusätzlich Ohm’scher Widerstand und Willi’s Würstchenbude und fügt hinter Andrea’s Blumenecke den Vermerk „zur Unterscheidung vom männlichen Vornamen Andreas“ in Klammern an. Eine solche Unterscheidung wurde vor der Rechtschreibreform nur über den Stammformapostroph vorgenommen: Andreas Blumenecke (die Blumenecke von Andrea) oder Andreas’ Blumenecke (die von Andreas); auch nach reformierter Schreibung ist dies weiterhin eine Möglichkeit zur eindeutigen Unterscheidung.

## Verwendung im Deutschen
Das Amtliche Regelwerk in den Fassungen von 1996 bis 2018 regelt in § 96 den obligatorischen Gebrauch des Apostrophs, in § 97 den optionalen als Auslassungszeichen und (§ 97 E) zur Verdeutlichung der Grundform eines Personennamens. Den Apostrophgebrauch bei adjektivischen Ableitungen von Eigennamen regelt § 62, die Wirkung von Apostrophen am Satzanfang auf Groß- und Kleinschreibung § 54 (6).
In der insbesondere im Abschnitt „Zeichensetzung“ neu bearbeiteten Fassung des Amtlichen Regelwerks von 2024 finden sich die Regelungen zum Gebrauch des Apostrophs in § 80. Dort wird klargestellt, dass die Verwendung des Apostrophs vor einem Genitiv-s bei Eigennamen nur dann möglich ist, „wenn die Gesamtkonstruktion ein Eigenname ist“, also etwa bei Firmennamen. Beispiele sind „Evaʼs Blumenladen“ (neben „Evas Blumenladen“), aber nur „Evas Mutter“. Den Apostrophgebrauch bei adjektivischen Ableitungen von Eigennamen regelt weiterhin § 62, die Wirkung von Apostrophen am Satzanfang auf Groß- und Kleinschreibung § 54.
In der 29. Auflage des Rechtschreibdudens (2024) finden sich die entsprechenden Regelungen in den Randnummern D 13 bis D 16.
Eisenberg-Wahrig 2013 regelt den Apostrophgebrauch in R61 und mit einer Ausnahmeregelung zu R55. Die Zusammenfassung am Ende des Buches auf Seite 94 besagt:

„Der Apostroph wird gesetzt
- zur Markierung des Genitivs bei Substantiven, die auf s, ß, z, x enden: Delacroix’ Gemälde, Peter Weiss’ Familie
- bei Auslassungen von Wortteilen: musst’ es eben leiden; das war ’ne Katastrophe
- bei Ableitungen von Namen, die mit -sch gebildet werden: Schubert’sche Lieder auch: schubertsche Lieder

Zur Abtrennung des Genitiv-s darf der Apostroph grundsätzlich nicht gesetzt werden. Zugelassen ist er nur zur Verdeutlichung von Eigennamen: Christina’s Blumenshop“

### Auslassungszeichen

#### Ausgelassene Buchstaben

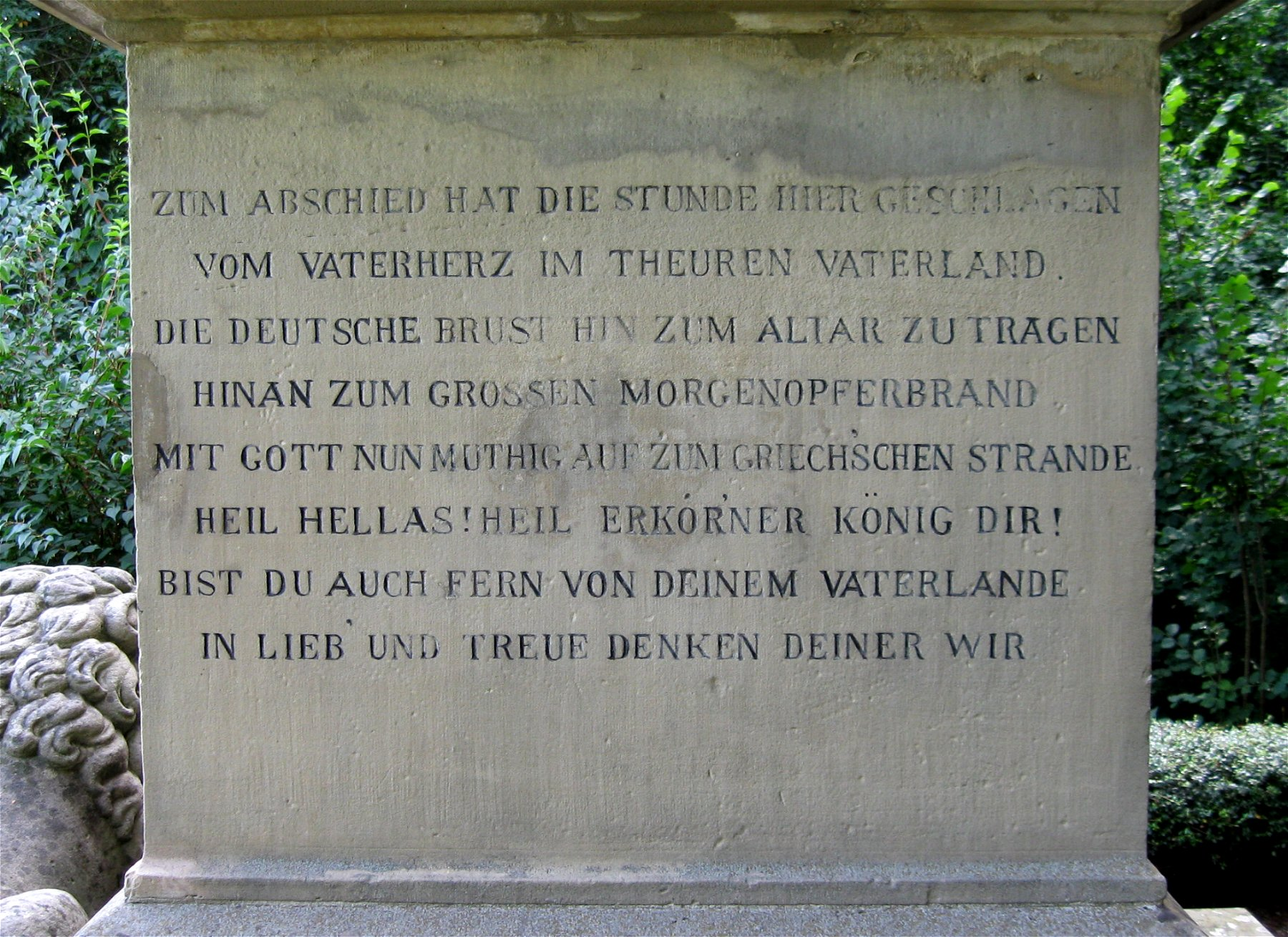
Auslassungen im Text der Ottosäule in Ottobrunn

Eine Funktion des Apostrophs ist die Kennzeichnung ausgelassener Buchstaben (Elision); vorwiegend in der Verschriftlichung gesprochener Sprache, vor allem bei Wörtern, die sonst schwer lesbar oder missverständlich wären:
Heute ist’s kalt. – Heute ist es kalt.
Hast du noch ’nen Euro? auch: Hast du noch nen Euro? – Hast Du noch einen Euro?
Das ist so’ne Sache. auch: Das ist sone Sache. – Das ist so eine Sache.
Was für ’n Blödsinn! Kommen S’ nur herein! – Was für ein Blödsinn. Kommen Sie nur herein.
Bei Auslassungen im Wortinnern in geschriebener Sprache:
D’dorf für Düsseldorf
Lu’hafen für Ludwigshafen
M’gladbach für Mönchengladbach
K’lautern für Kaiserslautern
Ku’damm für Kurfürstendamm (auch so gesprochen)
Gelegentlich wird der Apostroph regelwidrig auch bei der Zusammensetzung Präposition + bestimmter Artikel benutzt, beispielsweise in’s, an’s, um’s, zu’r. Nach den gültigen Regeln wird ein Apostroph aber nur empfohlen, wenn die Zusammensetzung ohne Apostroph „undurchsichtig“ wäre (beispielsweise mit’m Fahrrad). Ebenfalls regelwidrig ist der Apostroph beim vers- und satzrhythmischen Wegfall des e der Endung -en in der 1. und 3. Person Plural Indikativ des Präsens Aktiv sowie des Konjunktivs I.

#### Auslassungszeichen in der medizinischen Fachsprache
In medizinischen Wörterbüchern war die Verwendung des Apostrophs als Auslassungszeichen bei Adjektiven aus Personennamen üblich. „Ein Apostroph hinter Eigennamen ... bedeutet scher, sche oder sches.“ Willibald Pschyrembel verwendete diese Abkürzung von 1934 bis zur 253. Auflage 1977. „Ein Apostroph hinter einem ausgeschriebenen Eigennamen ... bedeutet, daß die Silben -scher, -sche oder -sches zu ergänzen sind.“ „Die flektierten Endungen -scher, -sche, -sches bei Begriffen mit Eigennamen werden durch ein Apostroph ersetzt.“ Mitunter wird statt des Apostrophs auch ein Asterisk verwendet. Diese Verwendung des Apostrophs ist außerhalb der medizinischen Fachsprache nicht verbreitet und rechtschreiblich nicht anerkannt.

### Verdeutlichung der Grundform eines Eigennamens
Es handelt sich hier um den Stammformapostroph. Die Anwendung ist hier optional.

#### Adjektive von Eigennamen

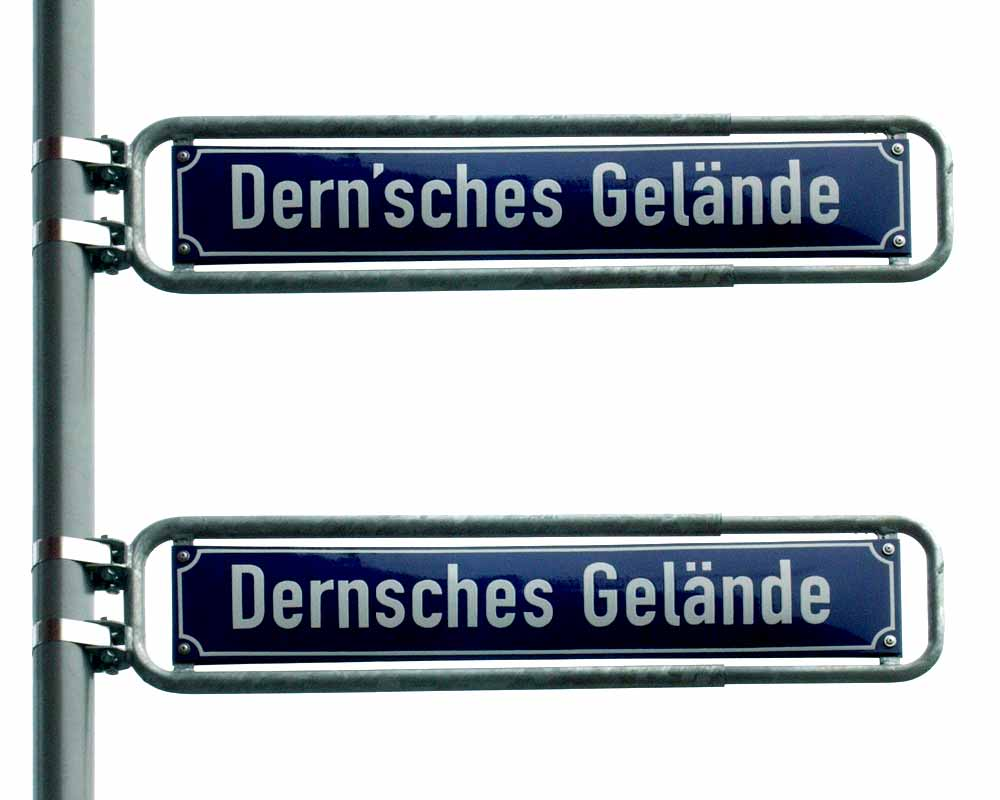
Straßenschild in Wiesbaden: Oben das Originalfoto, unten eine per Bildbearbeitung hergestellte Variante mit alternativer Schreibung.

Nicht als Auslassungszeichen, sondern zur Verdeutlichung der Grundform eines Personennamens wird der Apostroph gelegentlich vor der Adjektivendung -sche (-scher, -sches, -schen) gebraucht:
„die Grimm’schen Märchen“ statt „die grimmschen Märchen“,
„der Ohm’sche Widerstand“ statt „der ohmsche Widerstand“,
„die Strauß’schen Walzer“ statt „die straußschen Walzer“.

#### Genitivbildung
Bei Eigennamen, die auf einen s-Laut enden, wird die Genitivform durch Anfügen eines Apostrophs gebildet, wenn diese Wörter nicht einen Artikel, ein Possessivpronomen oder dergleichen bei sich haben. Dies gilt auch, wenn -s, -x, -z in der Grundform stumm sind, und ebenso für aus anderen Sprachen stammende Eigennamen; alternativ kann auf die veraltete Genitivbildung mit -ens zurückgegriffen werden: „Klausens Freund Thomas“. Möglich ist in diesem Fall auch die Umschreibung mit „von“ (analytische Formbildung):
Klaus’ Hut oder Klausens Hut oder der Hut von Klaus
Ringelnatz’ Gedichte oder Ringelnatzens Gedichte oder die Gedichte von Ringelnatz
Bordeaux’ Hafenanlagen oder die Hafenanlagen von Bordeaux
Joyce’ Einfluss oder Joycens Einfluss oder der Einfluss von Joyce
In einigen Fällen (wie im ersten Beispiel) gilt die Umschreibung mit „von“ als umgangssprachlich.
Eine häufige Verwendung des Apostrophs ist die als Trennzeichen vor dem Genitiv-s wie bei John’s Warehouse. Nach den unreformierten Rechtschreibregeln war diese Schreibweise im Deutschen generell falsch. Beispiele:
- Petra’s Nagelstudio (früher falsch, heute zulässig) – immer richtig dagegen: Petras Nagelstudio
- Opa’s Lederhose (falsch) – richtig dagegen: Opas Lederhose

Nach der reformierten Schreibung darf der Apostroph beim Genitiv verwendet werden, um die Grundform eines Personennamens zu verdeutlichen. Im Normalfall muss jedoch kein Apostroph beim Genitiv-s verwendet werden. Beispiele:
- Andrea’s Friseursalon (richtig) – zur Abgrenzung vom Männernamen „Andreas“
- Willi’s Würstchenbude (richtig) – zur Abgrenzung vom englischen Männernamen „Willis“[32]

Allerdings ist die Verwendung beim Genitiv von Eigennamen nach der Rechtschreibreform immer zulässig, auch wenn keine spezifische Abgrenzung zu einem gleich geschriebenen Wort ohne Apostroph intendiert ist. Dies wurde im Juni 2024 durch eine Neuformulierung der Regel nochmals klargestellt: Die Verwendung des Apostrophs zur Abgrenzung des Genitiv-s bei  Eigennamen ist möglich, wenn die Gesamtkonstruktion ein Eigenname ist.
- Bärbel’s Büdchen (richtig) – wurde häufig als Fehler angeprangert, war aber seit der Rechtschreibreform richtig.[34]

Im Gegensatz zu Eigennamen stehen sonstige Wörter, die auf einen s-Laut oder stummes s, x oder z enden, im Genitiv allgemein nicht allein, sondern haben stets einen Artikel, ein Possessivpronomen, Demonstrativpronomen oder Ähnliches bei sich. Daher wird wie im entsprechenden Fall für Eigennamen kein Apostroph verwendet, also:
- die Größe dieses Korpus
- der Name des Pontifex
- der Gewinn des Grand Prix.

In solchen Fällen ist das Voranstellen des Genitivattributs (d. h. die Bildung von Ausdrücken der Form dieses Korpus Größe oder des Grand Prix Gewinn) unüblich.

### Sonderschreibung von Eigennamen
D’horn (Ortsteil von Langerwehe in Nordrhein-Westfalen)

### Mundartliche Begriffe

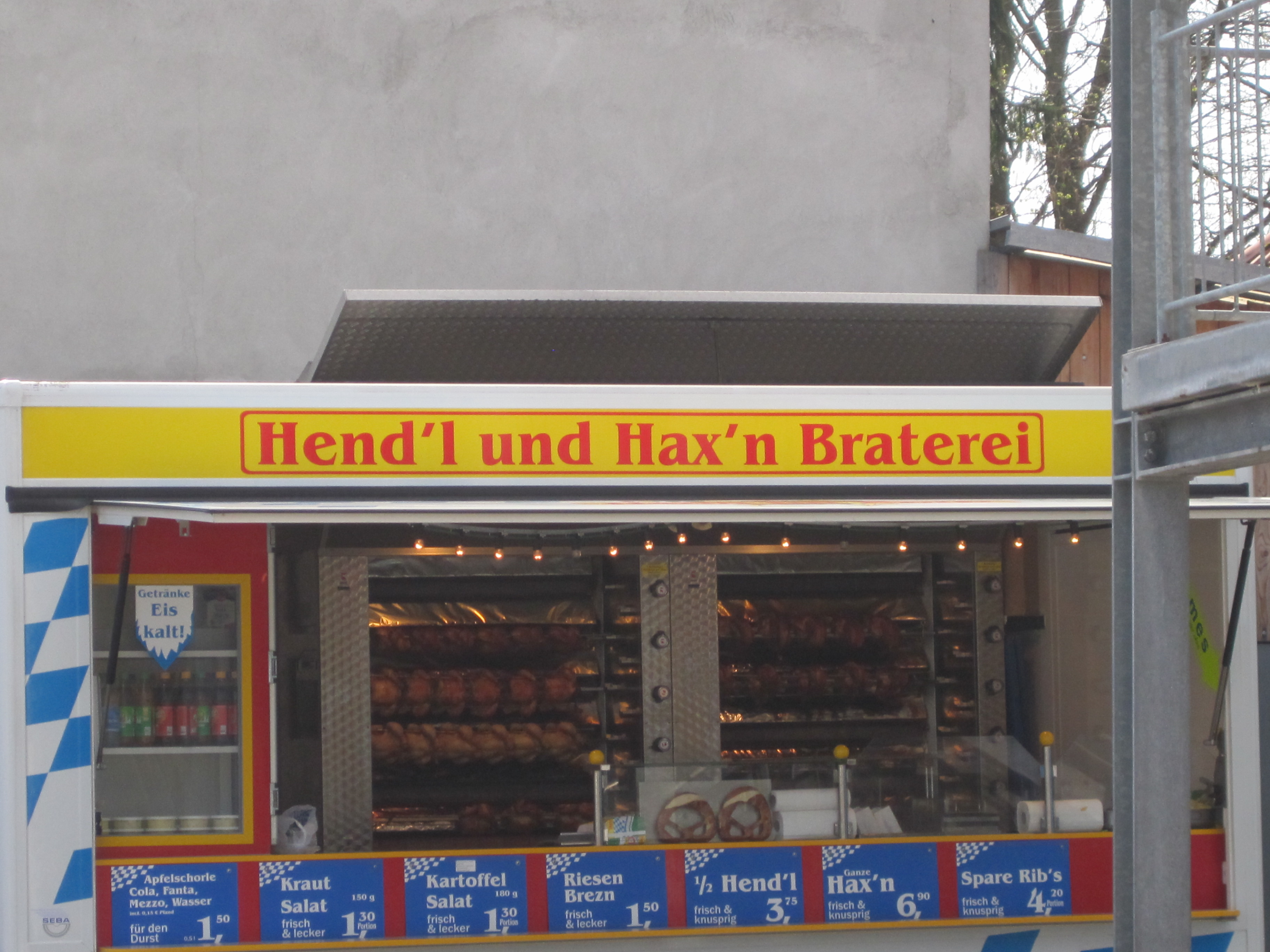
„Hend’l und Hax’n“ in Bayern

Die in bairischen Dialekten häufigen Phoneme /l̩/ und /n̩/ (silbische Konsonanten) werden in Dialekttexten zumeist ohne weitere Kennzeichnung als „l“ bzw. „n“ geschrieben. Bei der Übernahme solcher Wörter in standarddeutsche Texte ähneln sie in Einzelfällen Formen, in denen standarddeutsch-umgangssprachlich ebenfalls [l̥] bzw. [n̥], in bühnendeutscher Aussprache jedoch [əl] bzw. [ən] gesprochen und deshalb „el“ bzw. „en“ geschrieben wird. Für einen standarddeutsch geprägten Schreiber kann daher fälschlicherweise naheliegen, dass in der Schreibweise ein „e“ ausgefallen und deshalb ein Apostroph zu setzen sei.
Ein Beispiel ist die Bezeichnung Wiesn  im Bairischen für das dortige Oktoberfest. Diese ist keine Verkürzung des standarddeutschen Plurals Wiesen, sondern die Dialektform des Singulars Wiese. Auf den häufig gesetzten Apostroph Wies’n wird dabei nach der gültigen Rechtschreibung verzichtet.

### Diskussion über fehlerhafte Verwendung

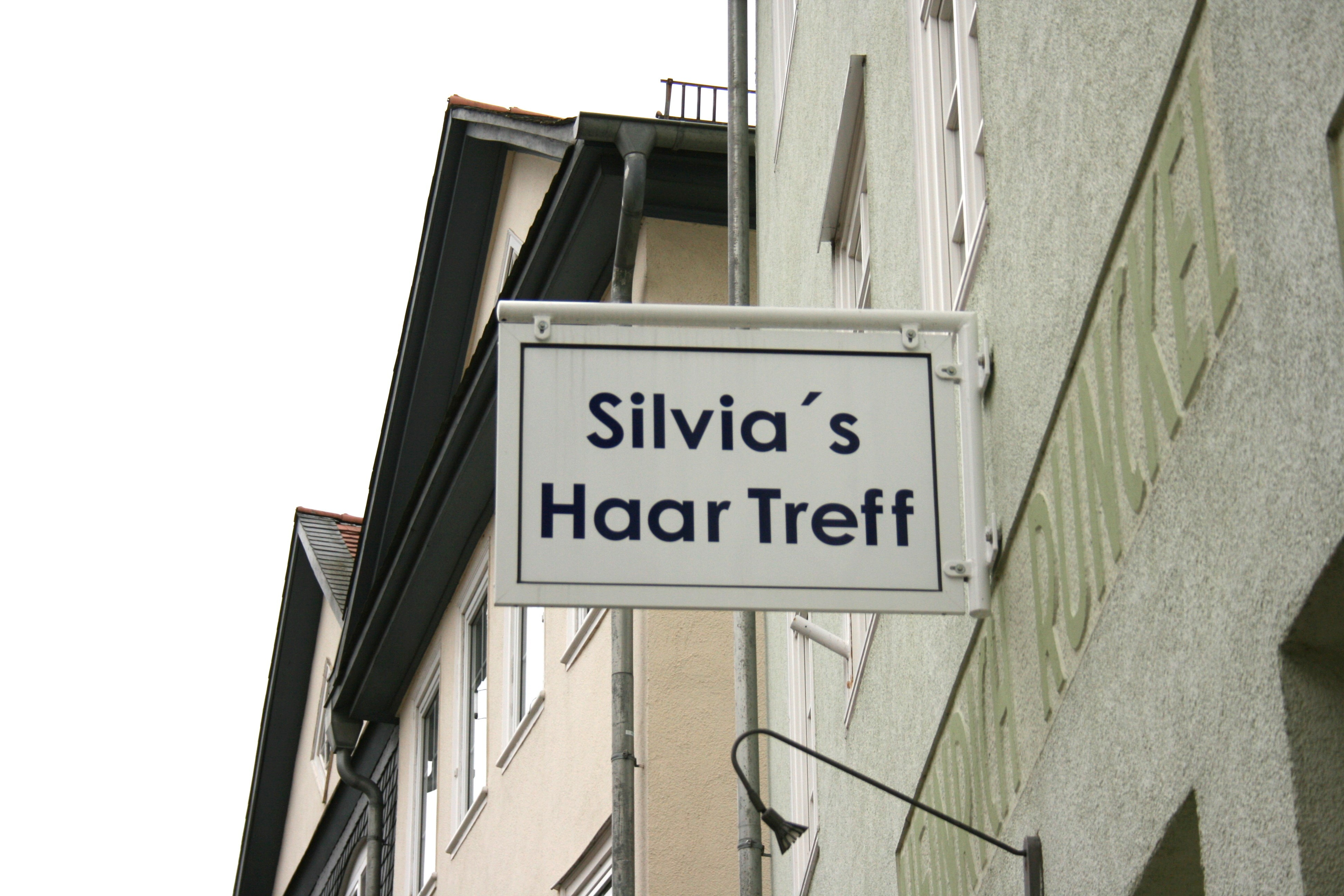
Zulässige Verwendung eines Apostrophs zur Abtrennung des Genitiv-s von einem Eigennamen auf einem Firmenschild (allerdings typografisch falsch in Form eines Akut-Akzents realisiert und zusammen mit einem auch als „Deppenleerzeichen“ apostrophierten fehlenden Bindestrich im zweiten Teil des Textes verwendet)

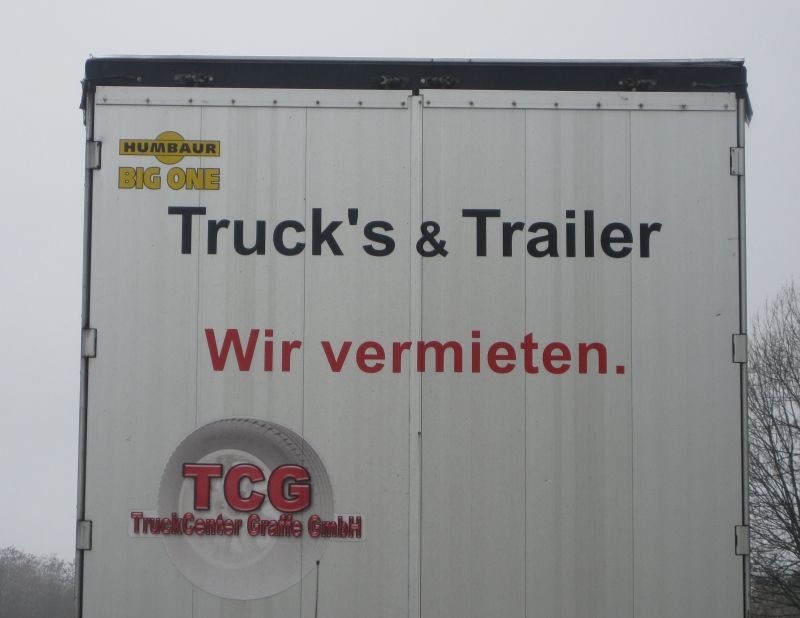
Im Englischen wäre diese Apostrophierung im Plural trucks falsch; im Deutschen ebenfalls

Die Verwendung des Apostrophs im Deutschen hat sich im Lauf der Geschichte mehrfach geändert, Auseinandersetzungen über den korrekten Gebrauch sind kein neues Phänomen.
Bewertungen wie „falsch“ und „richtig“ hängen vom jeweils zugrunde gelegten Regelsystem ab. Im Beispiel Andrea’s Taxi’s gelten nach den älteren Rechtschreibregeln vor der Reform von 1996 beide Apostrophe als falsch. Nach den aktuellen Regeln ist der erste – beim Personennamen – zwar optional zugelassen, aber jedenfalls nicht nötig und auch nicht empfohlen, denn nach beiden Regelwerken lautet die gängige Form Andreas Taxis. Die deutschen Rechtschreibregeln fordern nur in wenigen Fällen einen Apostroph, daher ist seine Verwendung oft falsch:
- Bei Auslassungen von „… das“ steht in sehr gebräuchlichen Fällen kein Apostroph:
  - falsch: an’s, auf’s, in’s, über’s, unter’s, für’s
  - korrekt: ans, aufs, ins, übers, unters, fürs
- Das Fugen-s bei Komposita wird ohne Apostroph abgetrennt:
  - falsch: Bahnhof’s-Grill
  - korrekt: Bahnhofsgrill
- Beim Plural (auch von Lehnwörtern und Abkürzungen) werden keine Apostrophe gesetzt:
  - falsch: Auto’s, Snack’s, CD’s, LKW’s
  - korrekt: Autos, Snacks, CDs,[37] LKWs[38]

- Ebenfalls regelwidrig ist der Apostroph beim Imperativ der zweiten Person, da der Schwund der Imperativendung -e als regelgemäß akzeptiert ist.
  - falsch: Geh’ mit mir!
  - korrekt: Geh mit mir!
- Vereinzelt treten auch willkürliche Apostrophe in anderen Fällen auf; meistens werden dabei Wortendungen aus Konsonant und s getrennt:
  - falsch: nicht’s, abend’s, recht’s, mittwoch’s
  - korrekt: nichts, abends, rechts, mittwochs
- Weitere Beispiele sind
  - falsch: Nudel’n, Prenz’lberg
  - korrekt: Nudeln, jedoch Prenzl’berg (oder einfach Prenzlberg), B’hofen

Die übermäßig häufige Verwendung wird von einigen Sprachkritikern und Sprachpflegern sehr in Frage gestellt – möglicherweise sowohl als Teil eines prinzipiellen Diskurses um die Rechtschreibreform als auch motiviert von prinzipiellen Sprachpflegebemühungen gegen den Einfluss der englischen Sprache (vgl. Anglizismus).
Ein Teil der Öffentlichkeit und der öffentlichen Medien monierte insbesondere während des Reformprozesses unter polemischen Begrifflichkeiten wie Apostrophitis, Apostrophenwahn oder Deppenapostroph eine als um sich greifend wahrgenommene exzessive Verwendung des Apostrophs jenseits der Regeln der üblichen deutschen Rechtschreibung. Die Neuregelung der Rechtschreibung von 1996, die wieder eine weitergehende Verwendung des Apostrophs für einige Fälle als Genitivapostroph zuließ, um die Stammform anzuzeigen, stieß in der Presse auf Kritik, entfachte Diskussionen und wurde beispielsweise als „Sieg des Deppenapostrophs“ kritisch kommentiert. Mitunter wird falsche Apostroph-Setzung als sich ausbreitendes „Virus“ beschrieben. Einige Kritiker des zusätzlichen Apostrophs sind der Meinung, dass er die Lesegeschwindigkeit verringere und dass er das Überfliegen von Texten erschwere, da die Aufmerksamkeit von den sinntragenden Wörtern weg zu sinnarmen Syntaxzeichen hingelenkt werde. Zudem führe das Herausragen aus den Buchstabenzeilen und der zusätzliche Leerraum zwischen den Buchstaben zu einem unruhigeren, zerrissenen Schriftbild. Insbesondere auf Schildern im öffentlichen Raum wurden normwidrige Apostrophe negativ wahrgenommen und kritisiert. Viele Kritiker unterstellten den Verwendern eine Überanpassung. Kritiker der Kritiker sehen in der übereifrigen Jagd auf sogenannte Deppenapostrophe einen als Rechtschreibfetischismus beschreibbaren spießbürgerlichen Reflex und kritisieren, dass vielfach auch die zulässige Verwendung des Apostrophs zur Abtrennung von Endungen bei Eigennamen stigmatisiert und angeprangert wird.
Im Diskurs äußerten sich auch Linguisten, die einen Nutzen im Genitivapostroph sehen und diesen als „netten Apostroph“ titulieren: „Die Abtrennung des s erleichtert dem Leser das schnellere Verständnis.“ Der Linguist Anatol Stefanowitsch hebt den Nutzen einer weitergehenden Apostrophverwendung zur Markierung der Wortstamm-Grenzen hervor, „wo sonst Verwirrung bezüglich dieser Grenze entstehen könnte“.

## Verwendung in anderen Sprachen

### Im Englischen
Im Englischen wird der Apostroph zum Anzeigen von Buchstabenauslassung (don’t), Besitzverhältnissen (the cat’s whiskers) sowie teilweise von Pluralformen nicht im Englischen etablierter Wörter (P’s), (late 1950’s) verwendet. Der englische Genitiv Singular wird durch das Anhängen eines durch Apostroph vom Wortstamm getrennten s gebildet, und der englische Genitiv Plural wird durch einen Apostroph nach dem Plural-s gebildet (young male drivers’ attitudes). Ein englischer Unternehmensname besteht gelegentlich aus einem bloßen Genitiv, wie beispielsweise McDonald’s. Dies ist eine im Englischen übliche Ellipse, eine Verkürzung des längeren McDonald’s restaurant oder McDonald’s corporation. So heißt es auch üblicherweise im Englischen: “I am going to the butcher’s” (wörtlich: „Ich gehe zu des Fleischers“), das eigentliche Substantiv, der „Laden“, wird lediglich mitgedacht. Die Nichtunterscheidung der geschriebenen Genitiv- und Pluralformen wird im englischen Sprachraum wie auch im Deutschen als falsch angesehen und gelegentlich als „greengrocer’s apostrophe“ (engl.: „Gemüsehändler-Apostroph“) bezeichnet.
Im Englischen wird das irische Namenspräfix Ó mit O’ wiedergegeben (z. B. O’Hara).
Vor dem 19. Jahrhundert war es im Englischen wie auch im Deutschen noch üblich, den Plural von Substantiven mit fremdem Wortklang (banana’s, pasta’s, ouzo’s) mit einem Apostroph zu bilden, um die Aussprache zu verdeutlichen; dies wird heute in der englischen formalen Schriftsprache nicht mehr als korrekt angesehen.

### In weiteren Sprachen
Ein Pluralapostroph (vergleichbar dem des Englischen des 19. Jahrhunderts) existiert jedoch z. B. noch in der modernen niederländischen Sprache, zusammen mit dem Genitiv-Apostroph für einige Vokalenden.
In einigen Sprachen wird der Apostroph zur Vermeidung eines Hiatus (lat. Vokalzusammenstoß) mittels Elision (lat.: ēlīdere ~ herausschlagen, herausstoßen) verwendet. Während im Deutschen ein Vokalzusammenstoß nur im Wortinneren, zumeist mit einem Hiattrenner, umgangen wird (österreichisch, aber amerika-n-isch), werden beispielsweise in der französischen und italienischen Sprache auch beim Zusammentreffen zweier Vokale am Wortende und -anfang die des ersten Wortes (meist eines Artikels) durch einen Apostroph ersetzt. Zwei Beispiele:
- Fr.: „la apostrophe“ wird zu „l’apostrophe“. Anm.: auf den Apostroph folgt kein Leerzeichen.
- It.: „una amica“, eine Freundin, wird zu „un’amica“. Man schreibt aber: „un amico“, denn nach „un“ (als Apokope von „uno“, d. h. bei männlichen Substantiven) darf kein Apostroph verwendet werden.

Im Tschechischen und Slowakischen sieht das Hatschek (ˇ) bei Kleinbuchstaben mit Oberlängen wie ein nachgestellter Apostroph aus, so dass der Apostroph als Ersatz für das Hatschek gebraucht wird, wenn das Originalzeichen nicht vorhanden ist. Beispiel: d’ statt ď.
Im Somali ist er das Zeichen für den Glottisschlag.

### Häufigkeit
Die Häufigkeit von Apostrophen in verschiedenen Sprachen wurde anhand von Übersetzungen umfangreicher Texte (das Evangelium und der Entwurf der Europäischen Verfassung, Anzahl der Apostrophe in 9000 Sätzen – also bezogen auf Schlusspunkte) verglichen. Daraus ergab sich:
| Französisch | Italienisch | Englisch | Deutsch | Spanisch |
| ----------- | ----------- | -------- | ------- | -------- |
| ≈ 1.100     | ≈ 660       | ≈ 55     | einige  | einige   |

## Verwendung in Umschriften anderer Schriftsysteme
In der lateinischen Umschrift des Chinesischen (Pinyin) und des Japanischen (Hepburn-System) fungiert der Apostroph als Silbentrennungszeichen.
Veraltet wird das Hochkomma für Aleph/Alif und Ajin/ʿAin in der lateinischen Umschrift des Hebräischen und Arabischen genutzt; gemäß den mit Stand 2021 aktuellen Fassungen der DIN 31636 und DIN 31635 ist hierfür jedoch der schließende ʾ bzw. der öffnende Hochhalbkreis ʿ vorgesehen. Bei Aleph/Alif im Anlaut eines Wortes können sowohl Hochkomma als auch schließender Hochhalbkreis fehlen, da in der deutschen Hochsprache bei jedem Wort, das mit einem Vokal beginnt, ein dem Aleph/Alif entsprechender Konsonant, der Kehlknacklaut, gesprochen wird.

## Verwendung in Programmiersprachen
Der Hochstrich (gerader Apostroph, Unicode U+0027) wird in zahlreichen Programmiersprachen paarweise als Anführungszeichen verwendet, um Zeichen als Datenobjekte (so z. B. in C und C++) oder Strings (so z. B. in Pascal und Delphi) einzuschließen. In einigen frühen Varianten von Algol 60 wurden so Schlüsselwörter eingeschlossen.
Als Einzelzeichen – also tatsächlich äußerlich ähnlich einem Apostroph – wird er in Ada verwendet. In C++ wurde er mit der Version C++14 als Zeichen zur Zifferngruppierung eingeführt.

## Andere Verwendungen
In der Schweiz wird häufig der gerade Apostroph ' in Schreibweisen wie 34'034 als Tausendertrennzeichen verwendet, wobei diese Schreibweise von der schweizerischen Bundeskanzlei als veraltet eingestuft wird.

## Korrekte Verwendung ähnlicher Zeichen
Speziell bei Eigennamen werden auch dem Apostroph zwar ähnliche, aber im Details abweichend aussehende Zeichen verwendet; die Verwendung eines Apostrophs (Hochkommas oder eines geraden Hochstrichs) ist in solchen Fällen ein Rechtschreibfehler.
Im Hawaiischen und Tongaischen ist das ʻOkina (tonganisch: fakauʻa) ein eigenständiger Buchstabe, der einem kopfstehenden Hochkomma ähnelt. Dieses Zeichen findet sich auch in Namen von Himmelskörpern, speziell solchen, die am Mauna-Kea-Observatorium in Hawaii entdeckt und von den dortigen Entdeckern benannt wurden. Ein prominentes Beispiel ist ʻOumuamua, das erste als interstellar klassifizierte Objekt im Sonnensystem.
In der wissenschaftlichen Transliteration wird beispielsweise gemäß ISO 9 und der darauf basierenden DIN 1460 für die Umschrift des kyrillischen ь für das Russische und andere Sprachen der Umschrift-Aufwärtsstrich (Unicode: U+02B9 modifier letter prime) verwendet, ein gerader rechtsgeneigter Hochstrich, der also einem Minutenzeichen ähnelt. Dieses Zeichen wird auch gemäß DIN 31636 zur Umschrift des hebräischen Geresch verwendet.
In der Transliteration des Arabischen werden gemäß DIN 31635 für die Buchstaben ʿAin und Hamza der öffnende bzw. schließende Hochhalbkreis verwendet (Unicode: U+02BF modifier letter left half ring bzw. U+02BE modifier letter right half ring). Die gleichen Zeichen werden auch gemäß DIN 31636 zur Umschrift des hebräischen Ajin bzw. Aleph verwendet. Speziell hier geht bei einer fehlerhaften Ersetzung durch einen Apostroph die Unterscheidung zwischen diesen beiden Buchstaben verloren.

Apostrophe und ähnliche Zeichen in Namen
Tatsächlicher Apostroph (Hochkomma) in europäischen Namen
ʻOkina (ähnlich einem kopfstehenden Hochkomma) in hawaiischen und tongaischen Namen
Umschrift-Aufwärtsstrich (Unicode U+02B9) in wissenschaftlicher Transliteration des Russischen für das ь
Öffnender Hochhalbkreis (Unicode U+02BF) in Transliteration des Arabischen für ʿAin

## Typografische Form
Die Form des Apostrophs stammt aus seiner Verwendung in Manuskripten, wo er durch einen Punkt mit einem nach unten weisenden Abstrich, der im Uhrzeigersinn gekrümmt ist, gezeichnet wurde, ähnlich einem hochgestellten Komma. Der in der Typografie verwendete Apostroph gibt diese Form wieder. In späteren Grotesk-Schriften ist die Form des Apostrophs, analog zur Form des Kommas, stärker geometrisch oder stilisiert.

### Digitale Typografie

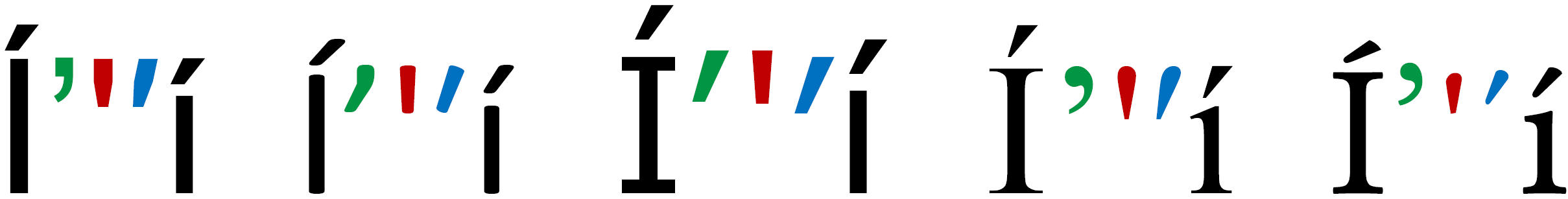
Typografisch korrekter (grün) und gerader (rot) Apostroph sowie Minutenzeichen (Prime, blau) zwischen Buchstaben I, i mit Akut-Akzent, in den Schriftarten Arial, Calibri, Tahoma, Times New Roman und Linux Libertine.

#### Typografisch korrekt
1. Der typografisch korrekte Apostroph: ’ (Unicode: U+2019, RIGHT SINGLE QUOTATION MARK) ist ein kleiner, leicht von rechts oben nach links unten geneigter Bogen, der einem hochgestellten Komma oder einer Ziffer 9 ähnelt und sich auf der Höhe der Oberlängen der Schrift befindet.[54] Das genaue Aussehen ist abhängig vom verwendeten Schriftschnitt. Per Tastatureingabe kann der typografisch korrekte Apostroph wie folgt eingegeben werden:
  - Deutsche Tastatur: Bei Verwendung der Tastaturbelegung E1 gemäß der deutschen Norm DIN 2137 (wie schon mit der Tastaturbelegung T2 gemäß der älteren Normfassung DIN 2137:2012-06) durch Alt Gr+1
  - unter Windows durch Alt+0146 auf dem Ziffernblock, oder alternativ über die Tastenfolge 2019, Alt+x
  - unter macOS bei deutscher Tastaturbelegung mittels ⌥+⇧+#, bei deutsch-schweizerischer Tastaturbelegung mittels ⌥+⇧+!
  - unter Linux/X mittels Alt Gr+⇧+B (bzw. Alt Gr+⇧+N oder Alt Gr+# bei neueren deutschen Layouts)
  - beim Neo-Tastaturlayout über Mod3+0
  - bei einer Tastaturbelegung mit aktivierter Compose-Taste auch durch Drücken von Compose+>+' erzeugt werden.
2. Das Ersatzzeichen ' ist ein gerader, senkrechter Strich (Unicode U+0027, APOSTROPHE), welcher nur bei entsprechenden technischen Beschränkungen anstelle des korrekten Apostrophs eingesetzt wird. Erzeugt wird es
  - beim deutschen Tastaturlayout über die Tastenkombination ⇧+#
  - bei Schweizer Tastaturen ist rechts neben der 0 eine Taste ', welche das Ersatzzeichen direkt ausgibt.

Das Ersatzzeichen ' (U+0027) wird außerdem bei anderen Gelegenheiten verwendet:
- In Programmiersprachen dient es als Symbol mit unterschiedlichen Bedeutungen, zum Beispiel in bestimmten BASIC-Dialekten als Kommentarzeichen oder in an C angelehnten Programmiersprachen zur Kennzeichnung eines Literals des Datentyps char (Beispiel: 'A').
- Weiterhin dient (U+0027) als Ersatzzeichen für nicht eingebbare ähnliche Zeichen, insbesondere stellvertretend für die Prime als Einheitenzeichen für Fuß (Einheit) und Winkelminute (Beispiel: 60' statt 60′). (Die Prime ist auf der Tastaturbelegung E1 gemäß DIN 2137 nunmehr eingebbar.)

#### Typografisch falsch

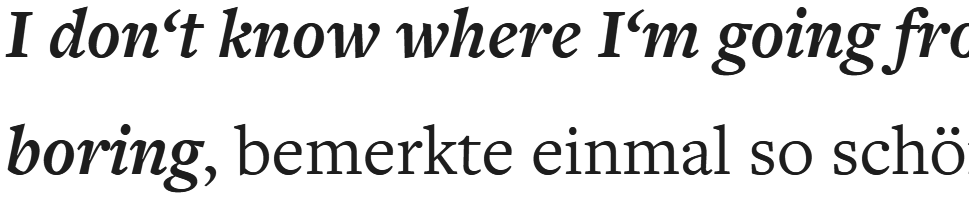
Typografisch falsche (kopfstehende) Apostrophe auf einer Zeitungs-Internetseite (2021)

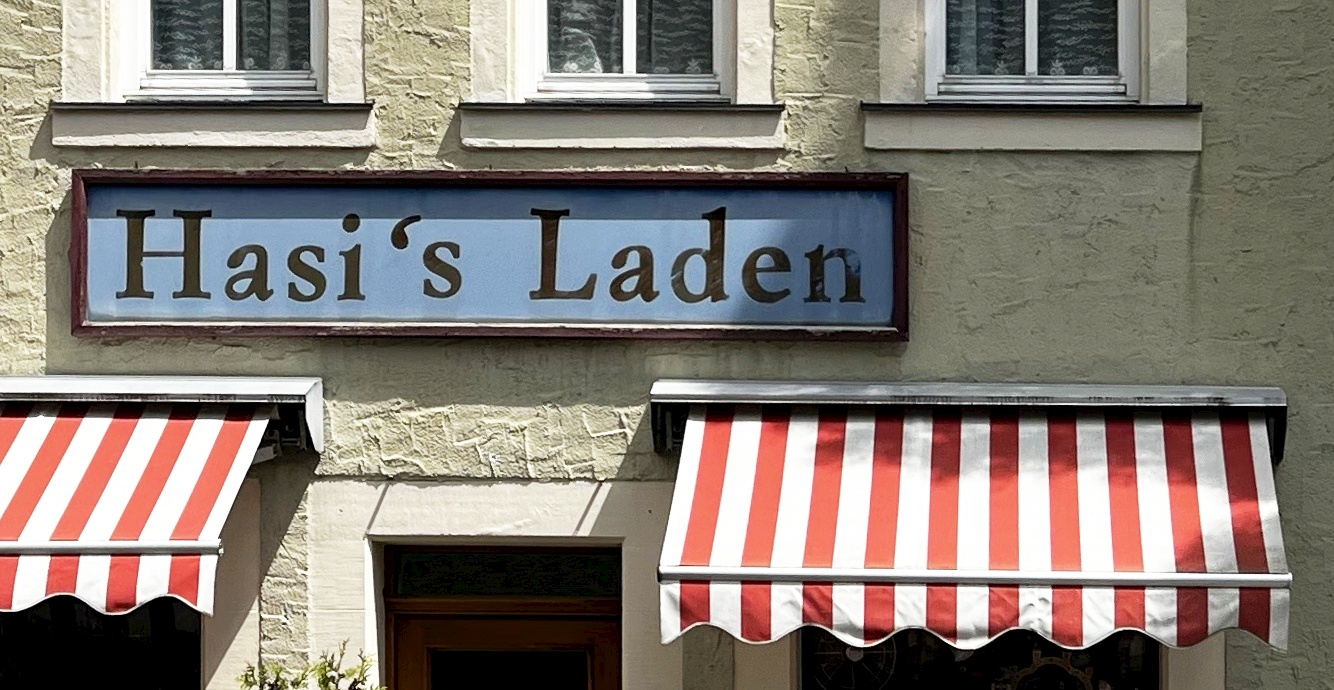
Ladenschild in Bayern (2022) mit kopfstehendem und zusätzlich akut-ähnlich schräggestelltem Apostroph

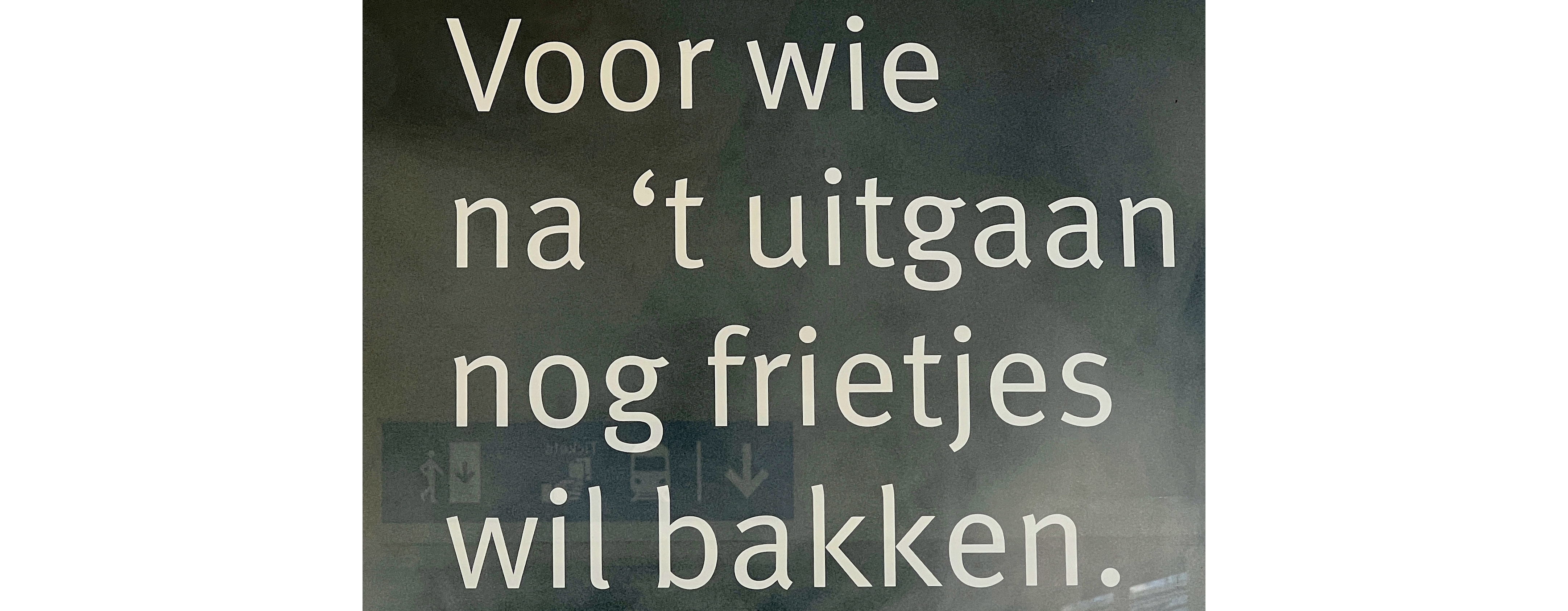
Werbetafel in Brüssel (2023, Detail) mit kopfstehendem Apostroph am Wortanfang, in einer Sprache (hier Flämisch), in der diese Zeichenform das öffnende Anführungszeichen ist

In frühen Computer-Zeichensätzen wie 7-Bit-ASCII war ebenso wie auf vielen Schreibmaschinen kein typografisch korrekter Apostroph vorgesehen, stattdessen wurde der gerade Apostroph ' (englisch typewriter apostrophe) als Ersatzzeichen angeboten. Auch der meist für westeuropäische Sprachen verwendete Zeichensatz Latin-9/ISO 8859-15 verzichtet auf ein entsprechendes Zeichen. Weiterhin wird das Zeichen in den meisten modernen Tastaturbelegungen nicht berücksichtigt und muss bei Bedarf durch Tastenkombinationen erzeugt werden. Viele Computerprogramme (etwa für Textverarbeitung) können auch automatisch die gewünschte Zeichensetzung erkennen und typografisch falsche Apostrophe in korrekte umwandeln.
Eine Nebenentwicklung der Apostrophsetzung ist, dass heute bisweilen eines der diakritischen Zeichen Akut (´) und Gravis (`) – beide eingebbar über die Taste ´ – oder das rechte einfache typografische Anführungszeichen (‘) anstelle des eigentlichen Apostrophs (’) gesetzt wird, da die automatische Korrektur beim Eingeben eines ' direkt nach einem Buchstaben ein ‘ erzeugt, sich diese Zeichen optisch ähneln und den Schreibenden der Unterschied nicht bekannt oder bewusst ist.
Textverarbeitungsprogramme in den Anfang der 2020er Jahre verbreiteten Versionen ersetzen bei aktivierter Autokorrektur häufig einen eingegebenen Hochstrich ('), ohne dabei immer korrekt festzustellen, ob das Eingabezeichen für einen Apostroph oder ein einfaches Anführungszeichen steht. Speziell führt bei solchen Zeichen innerhalb eines Wortes – wo tatsächlich in erster Linie ein Apostroph anzunehmen ist – die Ersetzung durch ein schließendes Anführungszeichen bei englischen Anführungszeichen zum korrekten Ergebnis, bei deutschen jedoch zu einem kopfstehenden Hochkomma. Daher sieht man diesen typografischen Fehler seit dieser Zeit häufiger. Stand November 2021: Aktuelle Versionen von Microsoft Word und LibreOffice weisen das Problem nicht auf und setzen die Eingabe eines Hochstrichs innerhalb eines Wortes korrekt in ein aufrechtes Hochkomma um.
Ab der Windows-11-Version 24H2 gibt es eine erweiterte Tastaturbelegung, mit der man den typografischen Apostroph direkt mit der Tastenkombination Alt Gr+1 eingeben kann.

#### Aufstellung ähnlicher Zeichen

Ähnliche Zeichen in Times New Roman

Zur erleichterten Unterscheidung sind die Zeichen vergrößert dargestellt. Das typografisch korrekte Zeichen ist grün hinterlegt, das in der Schweiz akzeptierte Ersatzzeichen gelb und falsche Zeichen mit semantisch anderer Bedeutung rot.
| Zeichen | Name                                     | Unicode-Zeichenwert |
| ------- | ---------------------------------------- | ------------------- |
| ’       | Apostroph (typografisch korrekt)         | U+2019              |
| '       | Ersatzzeichen für den Apostroph          | U+0027              |
| ʼ       | Ejektiv-Zeichen (IPA)                    | U+02BC              |
| ˈ       | Betonungszeichen (IPA)                   | U+02C8              |
| ´       | Akut                                     | U+00B4              |
| `       | Gravis                                   | U+0060              |
| ‘       | Einfaches schließendes Anführungszeichen | U+2018              |
| ′       | Prime, Fuß, Bogenminute                  | U+2032              |
| ʻ       | gedrehter Apostroph (z. B. für ʻOkina)   | U+02BB              |

#### Darstellung in HTML/XML
Für eine korrekte Darstellung in HTML-Dokumenten kann entweder der Apostroph direkt eingegeben oder eine Entität (englisch entity) benutzt werden. Zwei Entitäten stehen zur Verfügung:
| Art | Art                               | Art | Zeichen-Entität    | Zeichen-Entität | Zeichen-Entität |
| --- | --------------------------------- | --- | ------------------ | --------------- | --------------- |
|     |                                   |     | Name               | hexadezimal     | dezimal         |
| ’   | Apostroph (typographisch korrekt) | ’   | &rsquo;            | &#x2019;        | &#8217;         |
| '   | Ersatzzeichen für den Apostroph   | '   | &apos; (ab HTML 5) | &#x0027;        | &#39;           |

### Trivia
Die Form war namengebend für das antarktische Apostrophe Island.